# Echinothuriidae

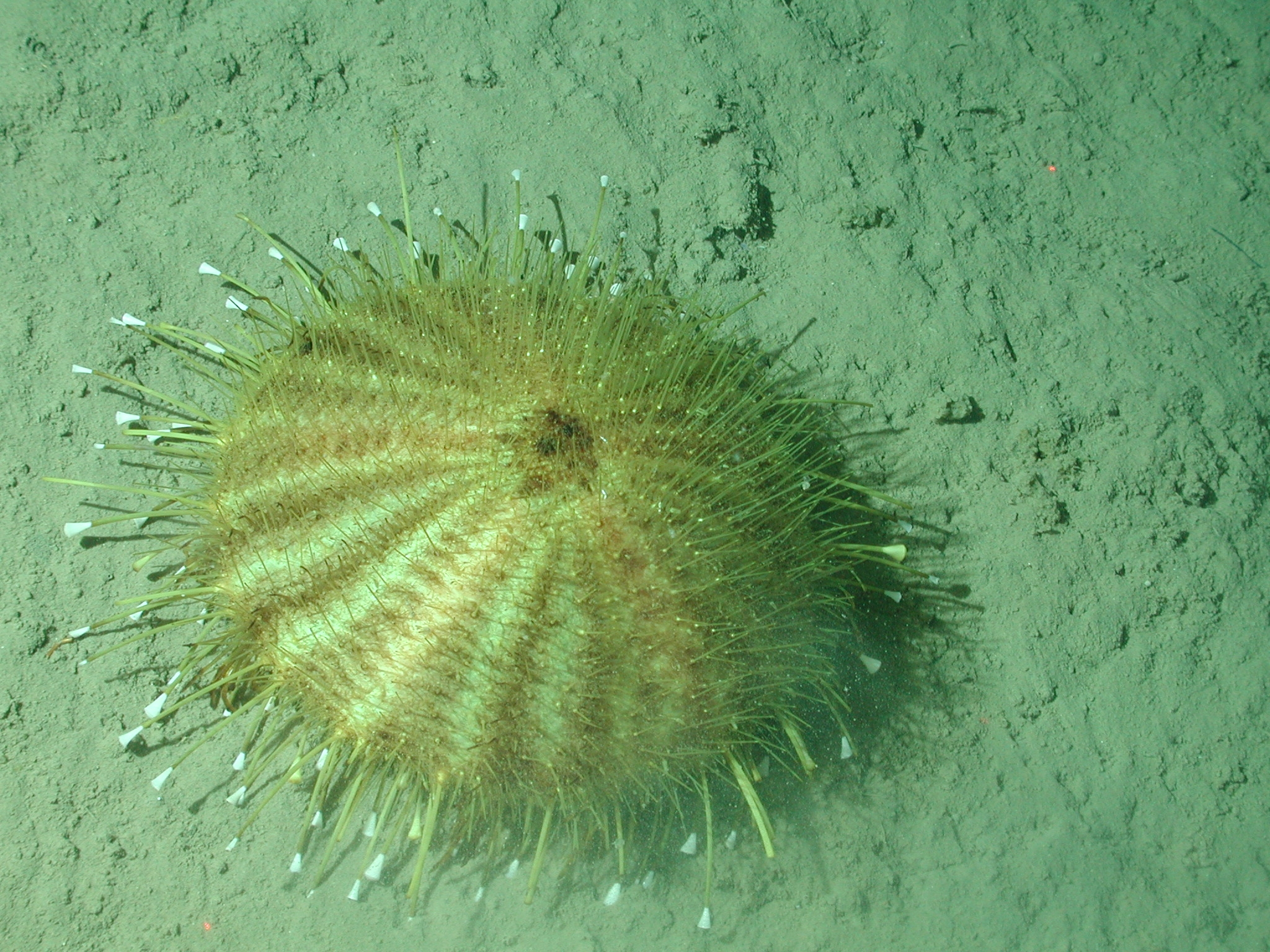
Tromikosoma sp. (a 3000 m de profundidade ao largo da Califórnia.

Echinothuriidae é uma família de ouriços-do-mar (equinodermes) geralmente colocada no seio da ordem Echinothurioida (embora algumas modernas classificações a considerem incertae sedis). Caracterizam-se por um corpo pouco calcificado, o que os torna flexíveis e de consistência coriácea.

## Descrição
Os membros deste agrupamento taxonómico apresentam o corpo disciforme e flexível, por vezes de grandes dimensões relativamente aos restantes ouriços-do-mar. A maioria das espécies ocorre em habitats de águas muito profundas.
A carapaçoa, designada por testa é flexível, composta por placas finas e pouco calcificadas. Os espinhos (radíolos) são dispostos sobre tubérculos) perfurados.
A lanterna de Aristóteles (aparelho masticatório) é composto por 5 dentes do tipo aulodonte..

## Taxonomia
A vase de dados taxon+omicos WRMS lista as seguintes subfamílias e géneros: 
- Subfamília  Echinothuriinae (Thomson, 1872a)
  - Género Araeosoma (Mortensen, 1903b)
  - Género Asthenosoma (Grube, 1868)
  - Género Calveriosoma (Mortensen, 1934)
  - Género Hapalosoma (Mortensen, 1903b)
- Sous-famille Hygrosomatinae (Smith & Wright, 1990)
  - Género Hygrosoma (Mortensen, 1903b)
- Subfamília Sperosomatinae (Smith & Wright, 1990)
  - Género Sperosoma (Koehler, 1897)
  - Género Tromikosoma (Mortensen, 1903)